# Ovando
Ovando és una concentració de població designada pel cens dels Estats Units a l'estat de Montana. Segons el cens del 2000 tenia 71 habitants.

## Demografia
Segons el cens del 2000, Ovando tenia 71 habitants, 33 habitatges, i 22 famílies. La densitat de població era de 3 habitants per km².
Dels 33 habitatges en un 27,3% hi vivien nens de menys de 18 anys, en un 54,5% hi vivien parelles casades, en un 9,1% dones solteres, i en un 33,3% no eren unitats familiars. En el 33,3% dels habitatges hi vivien persones soles el 15,2% de les quals corresponia a persones de 65 anys o més que vivien soles. El nombre mitjà de persones vivint en cada habitatge era de 2,15 i el nombre mitjà de persones que vivien en cada família era de 2,68.
Per edats la població es repartia de la següent manera: un 21,1% tenia menys de 18 anys, un 0% entre 18 i 24, un 29,6% entre 25 i 44, un 32,4% de 45 a 60 i un 16,9% 65 anys o més.
L'edat mediana era de 44 anys. Per cada 100 dones de 18 o més anys hi havia 86,7 homes.
La renda mediana per habitatge era de 26.250 $ i la renda mediana per família de 31.250 $. Els homes tenien una renda mediana de 21.250 $ mentre que les dones 20.000 $. La renda per capita de la població era de 15.012 $. Aproximadament el 8,3% de les famílies i el 21,1% de la població estaven per davall del llindar de pobresa.

## Poblacions més properes
El següent diagrama mostra les poblacions més properes.